# RMS Lusitania
Pour les articles homonymes, voir Lusitania.
Le RMS Lusitania est un paquebot transatlantique britannique armé par la compagnie Cunard et lancé le 7 juin 1906. Son nom vient de celui de la province romaine de Lusitanie, au sud-ouest de la péninsule ibérique, l'actuel Portugal. Il s'agit du navire-jumeau (sistership) du paquebot Mauretania. 
Son torpillage par le sous-marin allemand U-20, pendant la Première Guerre mondiale, le 7 mai 1915, au large de l'Irlande (près du phare de Old Head of Kinsale), causa la mort de près de 1 200 personnes sur 2 000 passagers et membres d’équipage, alors que le navire transportait un chargement de munitions.
Ce torpillage, qui causa la mort de 128 personnes de nationalité américaine, joua un rôle important dans l'hostilité de plus en plus forte des États-Unis envers l'Allemagne, jusqu'à leur implication dans la Première Guerre mondiale à partir du 6 avril 1917.

## Carrière

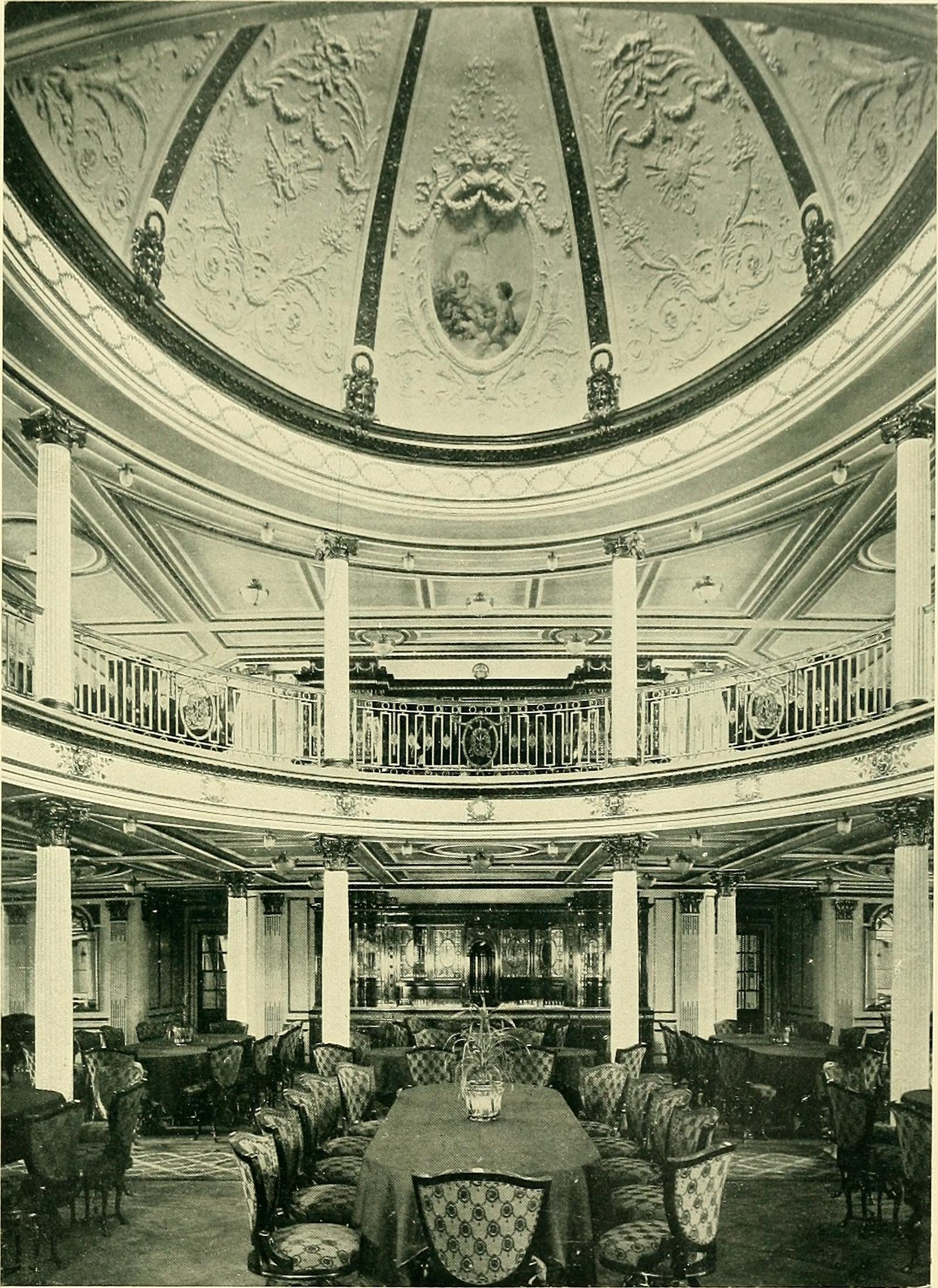
La grande salle à manger du navire.

Le Lusitania est construit en deux ans et lancé le 7 juin 1906 à Clydebank, en Écosse. Il quitte Liverpool le 7 septembre 1907 pour son voyage inaugural. Il est équipé des technologies les plus modernes de l'époque, grâce à d'importants prêts du gouvernement britannique. Ces prêts ont été consentis, comme c'est la coutume depuis une centaine d'années, de manière indirecte par l'Amirauté. En contrepartie, l'Amirauté a le droit de réquisitionner les navires des compagnies en tant que transports de troupes ou de navires auxiliaires.  Pour le Lusitania, cela manque de tourner au fiasco lorsque le financier américain J.P. Morgan tente de s'associer à la Cunard. Le Premier ministre Lord Salisbury doit intervenir après qu'une visite du secrétaire d'État à la Guerre Hugh Oakeley Arnold-Forster aux bases navales de Kiel et Wilhelmshaven a mis en évidence l'intention belligérante des Allemands. Le Lusitania entre en cale sèche au Canada Dock de Liverpool le 12 mai 1913 pour renforcer sa coque par un blindage et mettre en place des tourelles destinées à recevoir 12 canons à tir rapide de 6 pouces, qui ne furent finalement installés qu'en août 1914.
À l'époque, ce navire et son sistership sont les plus longs, les plus puissants et les plus rapides au monde. Dès octobre 1907, le Lusitania obtient le Ruban bleu, en battant le précédent record du paquebot allemand Kaiser Wilhelm II et en mettant fin à dix ans de domination allemande. Avec 24 nœuds de vitesse moyenne et des pointes à 26 nœuds (48 km/h) pour une poussée de 270 t (2 700 000 newtons), ces paquebots sont conçus pour surpasser le Kronprinz Wilhelm et le Kaiser Wilhelm II, mais au prix d'une énorme consommation de combustible.
Avec l'arrivée du Mauretania en novembre 1907, le Lusitania et le Mauretania sont alternativement détenteurs du Ruban bleu. En septembre 1909, le Lusitania le perd définitivement au profit du Mauretania, qui conservera le record pendant vingt ans.
Au début de la Première Guerre mondiale, en août 1914, le Lusitania, le Mauretania et l’Aquitania sont réquisitionnés par la Royal Navy comme croiseurs auxiliaires. Le Mauretania et l’Aquitania auraient reçu des ordres officiels, mais le Lusitania peut continuer ses traversées transatlantiques de passagers pour la Cunard Line, peut-être en raison de sa consommation de combustible. Pour des raisons économiques, le nombre de voyages transatlantiques est réduit à un par mois et la vitesse maximale limitée à 21 nœuds ; quatre de ses seize chaudières sont mises bas les feux.

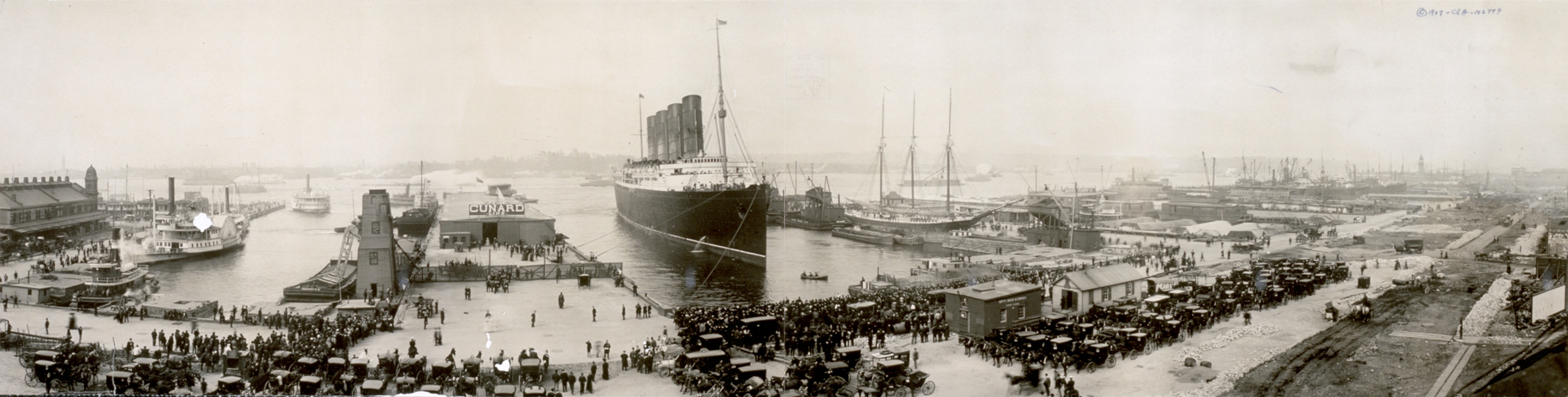
Le Lusitania à New York le 10 octobre 1907, à l'arrivée de son voyage « record » effectué en 4 j 19 h 52 min.

## Torpillage et naufrage

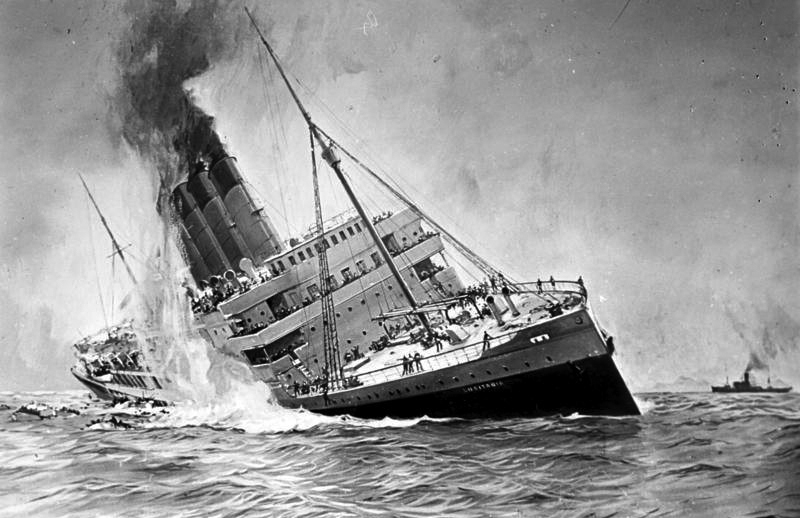
Naufrage du Lusitania.
Représentation allemande.

Le Lusitania est coulé le 7 mai 1915 à 14 h 25 près du Fastnet, à environ 12 milles marins de la côte, au large de la pointe sud de l'Irlande (Old Head of Kinsale), par le sous-marin allemand U-20. Le Lusitania est commandé par le capitaine William Thomas Turner, âgé de 58 ans, officier expérimenté qui effectuait là son 102e voyage. Il connaît les dangers de la traversée et en tient les passagers informés. Parti de New York le 1er mai 1915 à destination de Liverpool, après une escale d'une semaine (il était arrivé à New York le 24 avril 1915), il aurait dû être protégé par le croiseur britannique HMS Juno (1895), qui semblerait avoir été retiré de cette zone deux jours plus tôt, par l'amiral Fisher et Winston Churchill lui-même, alors Premier lord de l'Amirauté.
Le Lusitania est touché par tribord alors qu'il faisait route à la vitesse relativement réduite de 18 nœuds cap sur le port de Queenstown (actuel Cobh), à 40 km de là sur la côte sud d'Irlande. Cette zone vient d'être déclarée « zone de guerre » par les Allemands et le capitaine a été informé de la présence d'un sous-marin allemand par les autorités britanniques. 
| \| Lusitania \| Lieu du naufrage du Lusitania, près du Fastnet, à environ 12 milles marins de la côte, au large de la pointe sud de l'Irlande (Old Head of Kinsale). |
| Lusitania |

Selon les témoignages de survivants (dont le Français Joseph Marichal, qui intenta un procès à la Cunard), la première explosion à l'impact de la torpille fut suivie d'une seconde beaucoup plus violente. Elle fut officiellement attribuée à l'explosion d'une chaudière, mais suscita rapidement de nombreuses interrogations. Ce navire solide et ultramoderne coula anormalement vite et par l'avant, alors qu'il disposait de compartiments étanches dont le capitaine avait fait fermer les portes après avoir reçu un avis de la Royale annonçant qu'un sous-marin allemand croisait dans les parages (il avait aussi fait préparer les canots de sauvetage). Le paquebot sombra en 18 minutes, ne permettant qu'à six canots sur vingt-deux d'être mis à l'eau. 
Les notes du commandant du sous-marin allemand, le Kapitänleutnant Walther Schwieger, qui venait la veille et l'avant-veille de couler trois cargos dans ce secteur, indiquent qu'il tire sa torpille à 460 mètres (500 yards) de distance à 14 h 10 et que l'impact est suivi d'une « détonation exceptionnellement importante », avec un grand nuage de fumée et « des débris projetés jusqu'au-dessus des cheminées ». Une deuxième explosion est entendue (« chaudière, charbon ou poudre ? » s'interrogea-t-il). Des notes plus tardives de cet officier précisent que le sous-marin avait déjà tiré ses meilleures torpilles et qu'il ne lui restait que deux (ou trois ?) torpilles moins puissantes.
L'épave repose par 93 mètres de profondeur dans une zone brassée par de forts courants.
Sa position précise (51° 25′ N, 8° 33′ O) semble être restée inconnue ou oubliée durant vingt ans, jusqu'en 1935, lorsqu'un jeune lieutenant survivant du Lusitania, Albert Bestic (alias Bisset), rapporta de chez le commandant Turner, qui finissait ses jours à Crosby, près de Liverpool, un fragment de carte déchiré sur lequel il avait griffonné la position au moment du torpillage. La même année, une équipe menée par l'Anglais James Jarrat localisa l'épave avec l'aide d'un navire équipé d'ASDIC. Jarrat et son équipe furent les premiers à explorer l'épave du paquebot.

## Victimes et témoignages

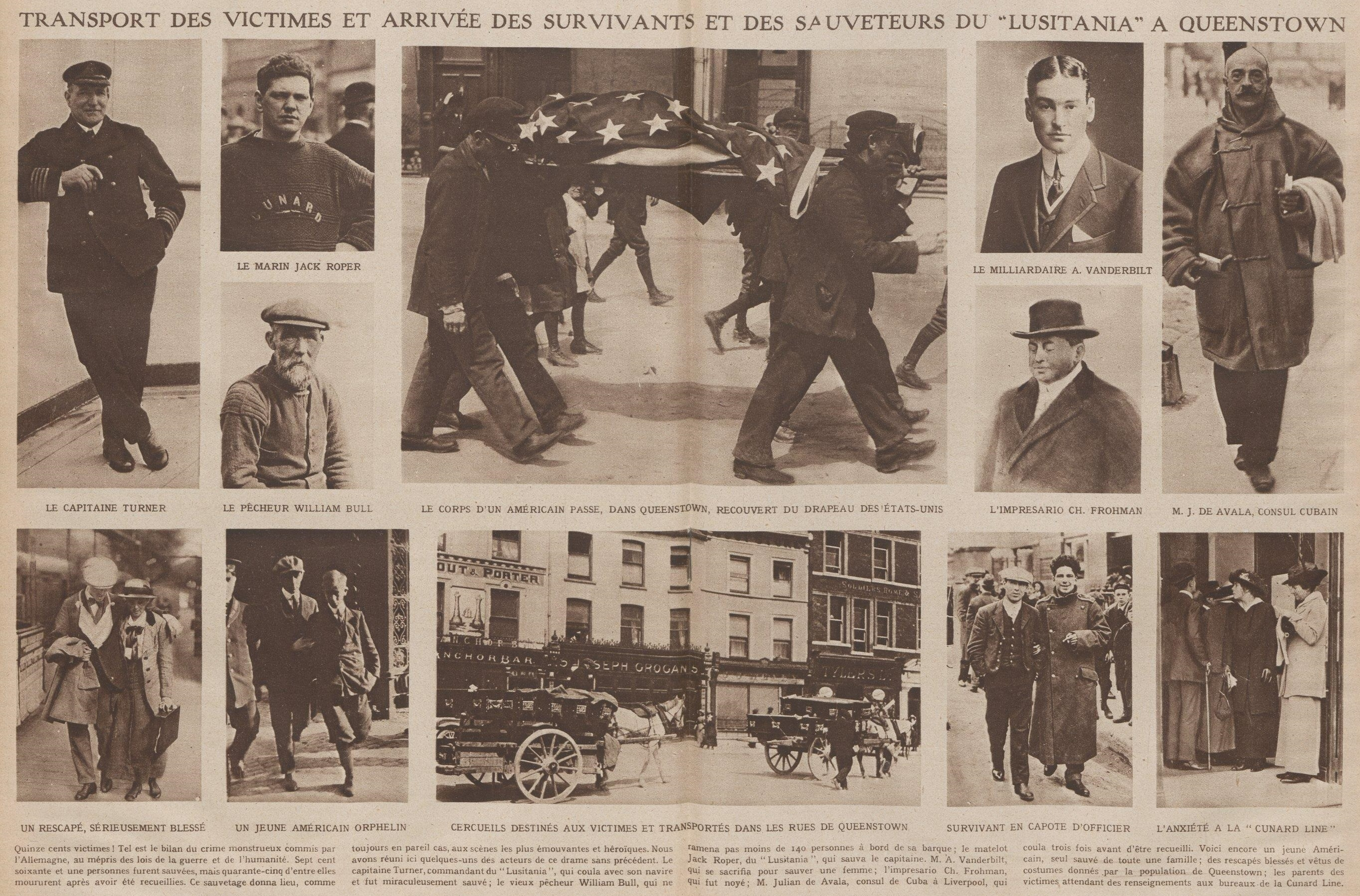
Des victimes et des survivants du naufrage dans le port de Queenstown.

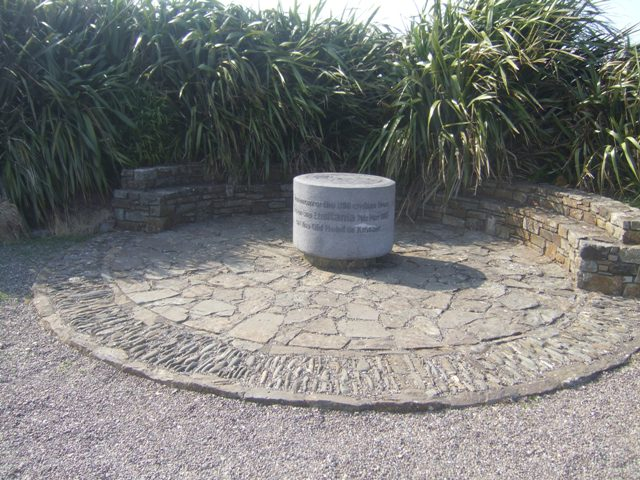
Mémorial de Kinsale.

Sur un total de 2 165 passagers et membres d'équipage, il y eut, selon les sources,, quelque 1 197 victimes du naufrage dont 94 enfants. 128 des victimes étaient de nationalité américaine, parmi lesquelles le millionnaire Alfred G. Vanderbilt, l'artiste Elbert Green Hubbard, l'ingénieur Frederick Stark Pearson et l'impresario Charles Frohman. On compte 90 victimes irlandaises, dont le marchand d'art Hugh Percy Lane. S'y trouvent encore des ressortissants belges, français, grecs, hollandais, italiens, mexicains, russes et scandinaves.
Les mêmes sources dénombrent entre 761 et 764 rescapés.
De nombreux récits de survivants et de leurs descendants ont été recueillis,, ainsi que la liste complète des patronymes. Des vêtements et une bouée de sauvetage d’un survivant sont exposés au Galata - Museo del mare à Gênes.
L'ultime survivante, Audrey Lawson-Johnston (en), Pearl de son nom de jeune fille, âgée de 3 mois et 2 jours lors du naufrage, est morte le 11 janvier 2011 à l'âge de 95 ans.

## Contrebande suspectée
Compte tenu du contexte de guerre, le Lusitania a le statut d'un « croiseur auxiliaire » de réserve,.
Au moment de l'attaque, il transporte vraisemblablement (l'Amirauté britannique n'ayant admis la présence de munitions à bord qu'en 1972) 5 248 caisses d'obus, 4 927 boîtes de 1 000 cartouches chacune, 2 000 caisses de munitions d'armes de poing et 5 468 caisses d'obus shrapnel et cartouches.
Pour d'autres, ce sont 4 200 caisses de cartouches de fusils, 1 248 caisses d'obus d'artillerie et 18 caisses de fusées. Certains croient à la présence de beaucoup plus de munitions dans les cales et une rumeur évoque des lingots d'or.
D'autres auteurs encore évoquent la présence d'explosifs cachés dans un pseudo lot de 323 balles de fourrures destinées à la société de Liverpool de B.F. Babcock et Co. Babcock ne s'étant jamais occupé de fourrure, la société a précédemment reçu plusieurs livraisons de « coton-poudre », puissant explosif à base de nitrate de cellulose (notamment du coton). Parmi les marchandises embarquées, figurent 3 863 « boîtes de fromage » de 40 livres chacune destinées à une boîte postale de Liverpool, qui s'est avérée appartenir au superintendant du Naval Experimental Establishment de Shoeburyness.
Ce sont 51 tonnes d'obus shrapnel (three-inch bullet shells), six millions de balles de fusil (calibre .303) et une quantité indéterminée de coton-poudre et 200 tonnes de munitions pour armes de poing que le HMS Princess Margaret n'avait pu embarquer en raison de problèmes techniques.

## Conséquences politiques de l'agression

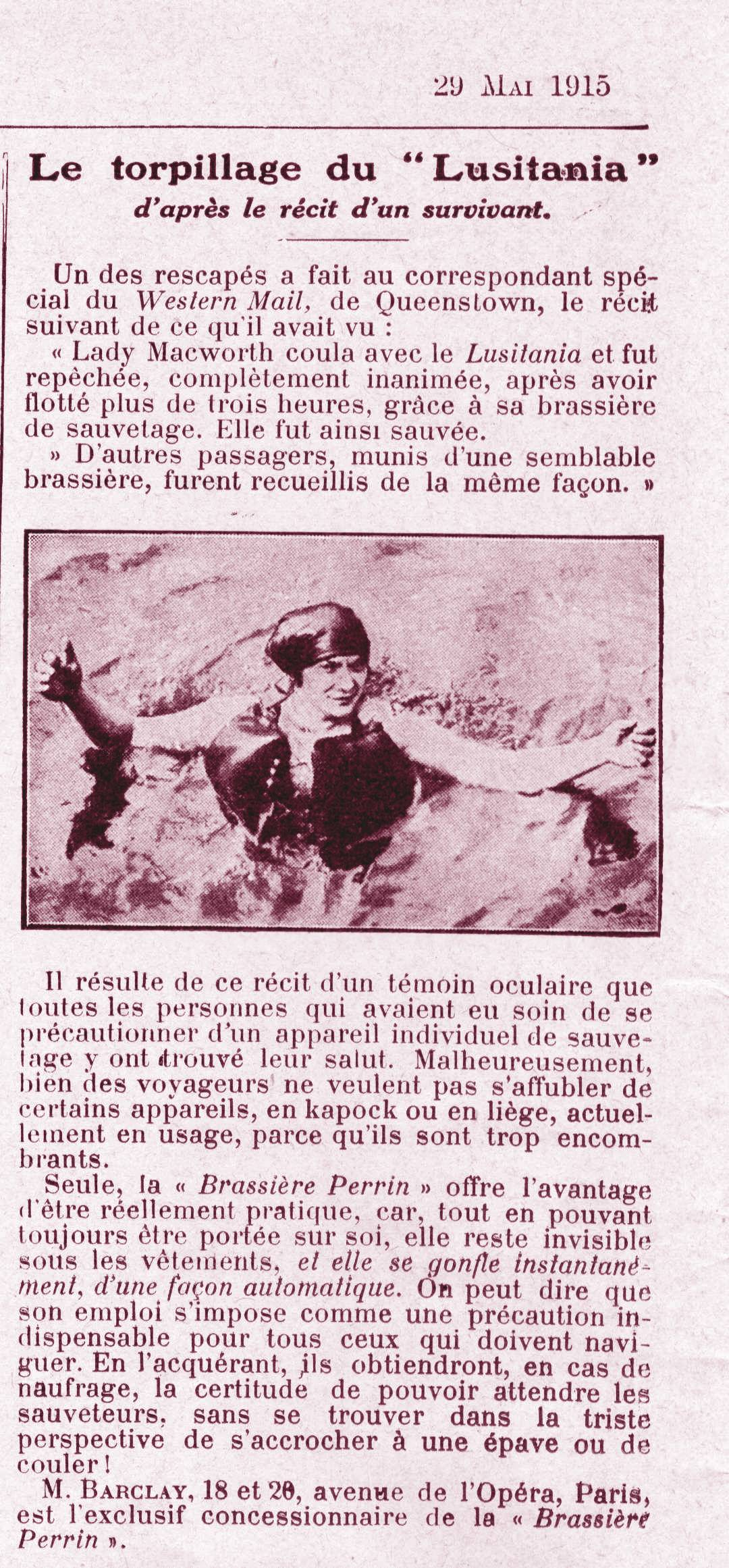
Publicité pour une brassière.

Le paquebot britannique est aussitôt présenté par la presse américaine comme « neutre » et victime de la barbarie allemande. En France, l'information est diffusée par la revue L'Illustration no 3767 du 15 mai 1915 et par le Figaro du 8 mai 1915. Des questions, insolubles ou insidieuses, surgissent. On va jusqu'à suspecter l'Amirauté britannique de négligences calculées pour forcer l'entrée en guerre des États-Unis. Des conférences, des affiches incitant à la guerre sont diffusées dans tous les États-Unis, appelant souvent à venger le Lusitania. Les Allemands, inquiets de la perspective d'une entrée en guerre rapide des États-Unis, se justifient en prétendant que le navire transportait des armes, ce que les Britanniques nièrent immédiatement et farouchement (en 1972, les archives montrent que le Lusitania convoyait effectivement un chargement secret de munitions et qu'il était armé de 12 canons)[réf. nécessaire].
Cette attaque, dont les circonstances ne sont pas clairement établies, contribue à faire basculer l'opinion américaine en faveur de la guerre.
À la suite du naufrage, le président des États-Unis, Woodrow Wilson, menace l'Allemagne et exige réparation. Inquiet de l'irruption des États-Unis dans la guerre, Berlin décide (le 27 août 1915) de suspendre provisoirement ou de fortement restreindre son offensive sous-marine. Mais rien n'y fait : auparavant hostile à la guerre, l'opinion publique américaine évolue peu à peu en faveur d'un engagement aux côtés de la Triple-Entente (Empire britannique, Empire russe et Empire français), contre les Empires centraux de la Triple-Alliance (Empire allemand, Empire d'Autriche-Hongrie et Empire ottoman).
La décision allemande de janvier 1917 de déclencher — malgré les négociations en cours — un blocus de fait des États-Unis en décrétant la guerre sous-marine totale contre tous les navires, même neutres, qui commerceraient avec les nations alliées, avait déjà durement ébranlé l'opinion publique américaine. C'est un télégramme secret du 16 janvier 1917 (intercepté par la Marine britannique et transmis au président américain), que le secrétaire d'État allemand aux Affaires étrangères, Arthur Zimmermann, adresse à son homologue mexicain, qui a vraiment justifié le vote du Congrès américain favorable à l'entrée en guerre, le 6 avril 1917. En effet, dans celui-ci, Zimmerman annonce à son interlocuteur la reprise de la guerre sous-marine et propose également une alliance entre Allemagne et Mexique, avec à la clé, en cas de victoire allemande, l'annexion du Sud des États-Unis (autrefois territoires mexicains).

## Suites judiciaires
L'Amirauté britannique et W. Churchill lui-même accusèrent le capitaine de n'avoir pas respecté les mesures de sécurité recommandées. Lord Mersey qui supervisa le procès visant à établir les responsabilités du capitaine, de l'autorité de défense ou de la compagnie, fit ensuite savoir au Premier Ministre Asquith qu'il refusait de continuer à travailler pour la justice anglaise. Il aurait décrit l'affaire du Lusitania à sa famille comme « a damned dirty business ».
En 1968, l'épave du Lusitania a été acquise par un riche homme d'affaires américain, Gregg Bemis († 2020), ce qui a été contesté par le gouvernement irlandais qui a interdit les plongées sur le site. Néanmoins, à partir des années 1980, Bemis organisa des plongées, notamment au moyen de robots, pour tenter de déterminer les causes de la seconde explosion ; mais selon lui l'énigme demeure, et ce malgré les nombreuses enquêtes.

## Enquêtes ultérieures et cause probable du naufrage

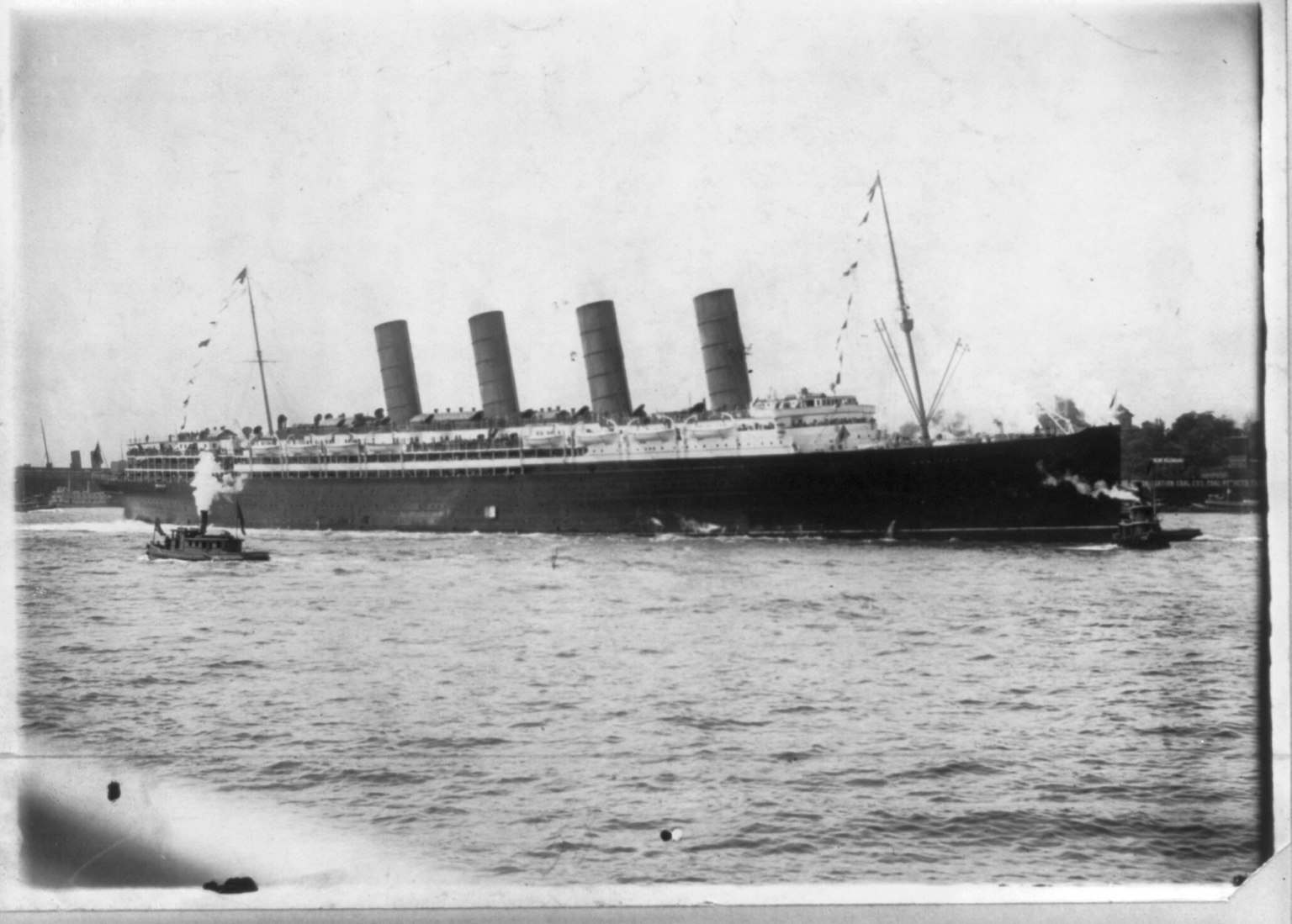
Le RMS Lusitania en 1907.

### Premières explorations
Pour l'opinion publique, il est resté longtemps clair que le navire a coulé à la suite de l'explosion de munitions transportées de manière illicite. Cette conception est étayée par les premières explorations de l'épave : James Jarrat en 1935 puis John Light de 1960 à 1972. Tous deux affirment que la coque est éventrée à l'avant, ne laissant aucun doute possible. Pourtant, ces affirmations doivent être analysées avec du recul : la visibilité est exécrable et les équipements de l'époque ne permettent pas aux plongeurs de rester plus de dix minutes en immersion, ni de rapporter des images de bonne qualité. Ce point est d'ailleurs souligné par le fait que Jarrat et Light affirment que le navire repose sur son flanc bâbord pour l'un, tribord pour l'autre.

### Une cause entendue
Dans les années 1970, il devient officiel que le navire transportait des caisses de munitions et ce dans l'illégalité la plus totale, confirmant un peu plus la thèse de l'explosion de munitions.
En 1982, de nouvelles explorations ont lieu : des hélices ainsi que des ancres du navire sont remontées.
En 1993, c'est Robert Ballard, connu pour l'exploration des épaves du Titanic et du Bismarck qui s'attaque au mystère. Il dresse un état des lieux de l'épave : il est très difficile d'en tirer des conclusions étant donné que le navire est complètement aplati et « tordu comme un boomerang ». Le cadavre du « lévrier des mers » a en effet souffert : tempêtes sous-marines, corrosion, grenades sous-marines et autres visites ont fortement brouillé les pistes. Ballard émet une nouvelle théorie : le navire a peut-être été coulé par l'explosion de la poussière de charbon, phénomène connu sous le nom de « coup de poussier ». Aidé par des ingénieurs et par des reconstitutions par ordinateur, le modèle semble plausible, la cause entendue.

### Explosion des chaudières

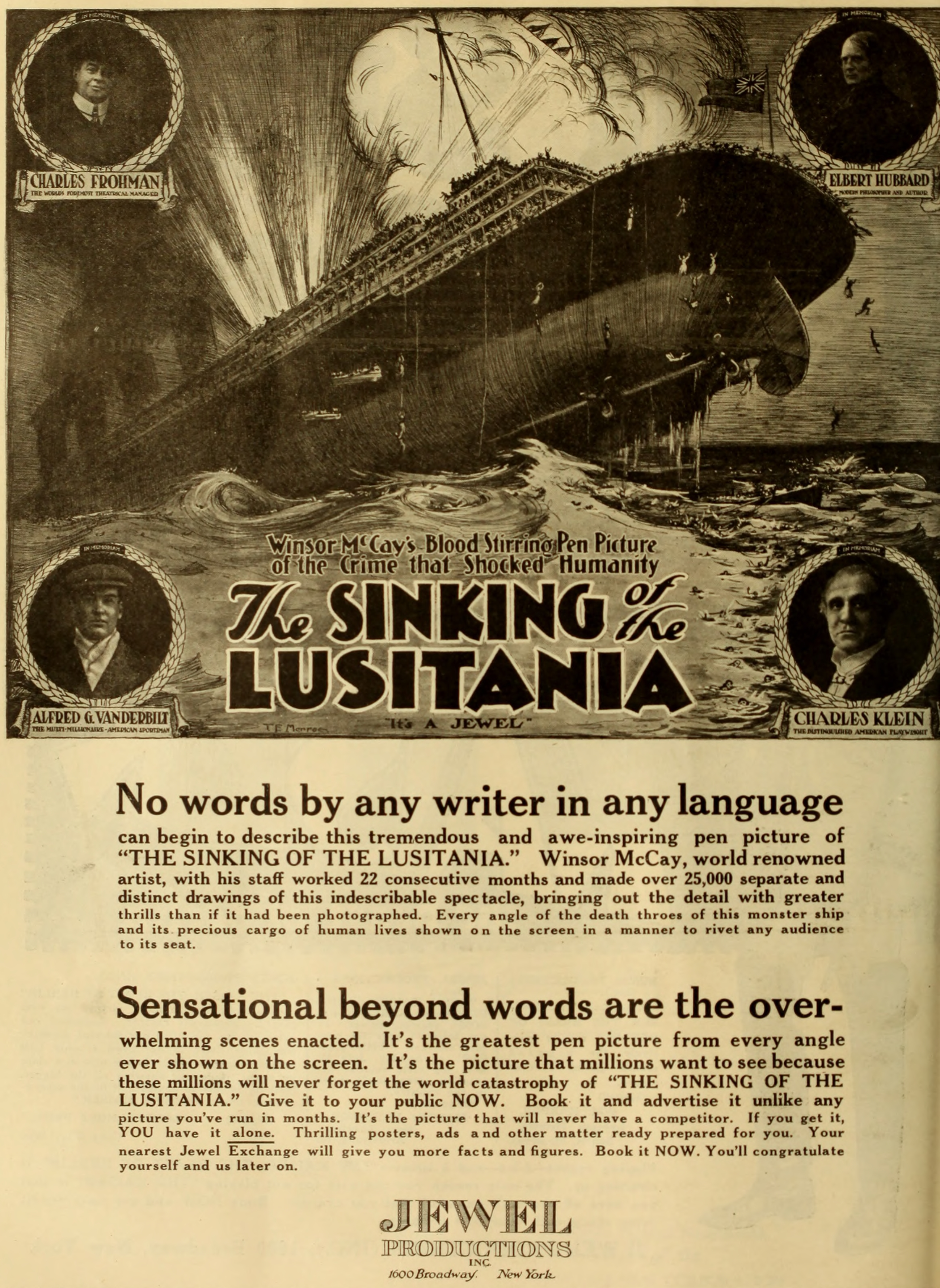
Le naufrage du Lusitania, dans Moving Picture World en 1918.

Cependant pour comprendre ce qui est réellement arrivé au paquebot de la Cunard, il suffit de lire les comptes rendus des rapports d'enquête réalisés à la suite du naufrage ou dans les années qui suivirent : le naufrage semble être la conséquence d'une explosion de chaudières.
Plusieurs éléments viennent étayer cette version :
- les témoignages confirment que la torpille a frappé au niveau de la première ou de la seconde cheminée, soit 30 à 50 mètres en arrière des cales où se trouvaient les munitions ;
- une explosion des cales situées à l'avant aurait détruit l'avant du navire. Les témoignages ne le mentionnent pas, et les explorations de l'épave le démentent ;
- aucun survivant ne rapporte avoir senti d'odeur particulière de poudre à la suite de la détonation ;
- des témoignages de passagers affirment plusieurs explosions localisées, à l'intérieur du navire. Par endroits, des canalisations de vapeur éclatées ont rendu l'air irrespirable ;
- un des rares soutiers à avoir survécu raconte qu'en très peu de temps la chaufferie où il était de quart fut envahie par la mer et qu'il se retrouva avec de l'eau jusqu'aux genoux ;
- le troisième ingénieur George Little vit le niveau de la pression de vapeur s'effondrer en quelques instants, confirmant l'explosion des chaudières et des collecteurs de vapeur ;
- de nombreux passagers ont mentionné le fait que de grandes quantités d'eau, de charbon et de débris divers furent projetées à travers les cheminées du navire.

La théorie du coup de poussier paraît bien peu probable, car les soutes à charbon étaient situées contre les flancs du navire, et donc collées aux froides plaques d'acier en contact avec la mer, ce qui créait de la condensation, condition peu favorable à l'explosion de la poussière de charbon. Mais le dégagement d'un volume important de grisou (gaz pur sans poussière) depuis la quantité de charbon stockée dans les soutes du navire depuis son départ, et le déclenchement de son explosion par la détonation de la torpille elle-même, reste une hypothèse plausible.
Enfin, le scénario de l'explosion des chaudières semble confirmé par une observation des nombreux cadavres repêchés qui portent d'importantes traces de brûlures propres à ce type d'explosion. Ce phénomène n'est pas un cas isolé : l'un de ces observateurs, Wesley Fost, consul américain à Queenstown, publiera en 1918 une liste de 18 navires à vapeur ayant coulé à la suite de l'explosion de leurs chaudières. Le parallèle avec le Titanic peut être réalisé : durant les minutes suivant l'impact avec l'iceberg, les soutiers travaillant dans les chaufferies situées les plus en avant se sont empressés de vider les foyers des chaudières et de fermer ces derniers afin d'éviter que l'eau glacée ne pénètre à l'intérieur, déclenchant une explosion importante.

## Galerie des aménagements intérieurs
La répartition des 2 165 passagers théoriques est la suivante :
- 563 de première classe ;
- 464 de deuxième classe ;
- 1 138 de troisième classe.

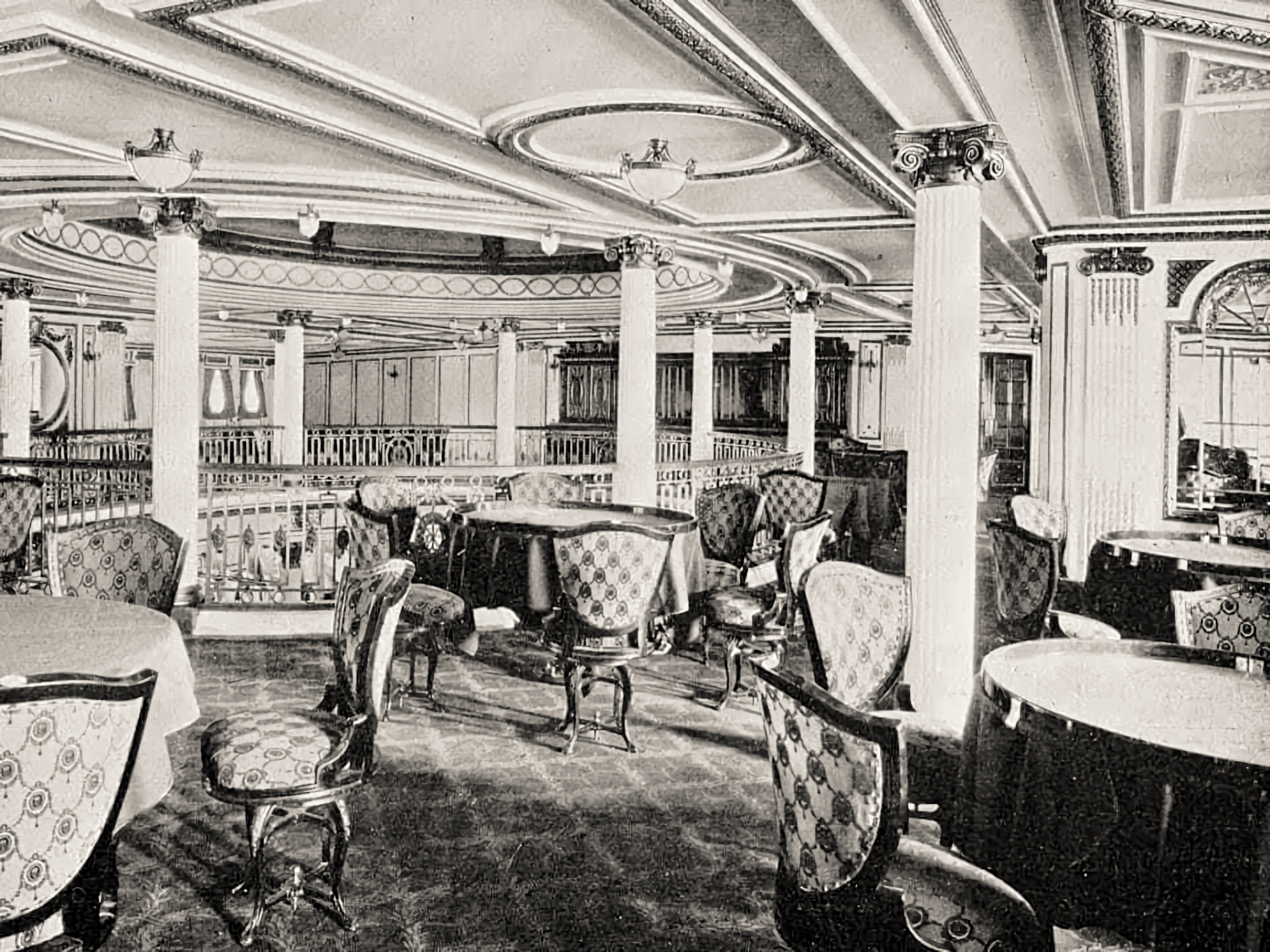
Salle à manger de première classe (étage).
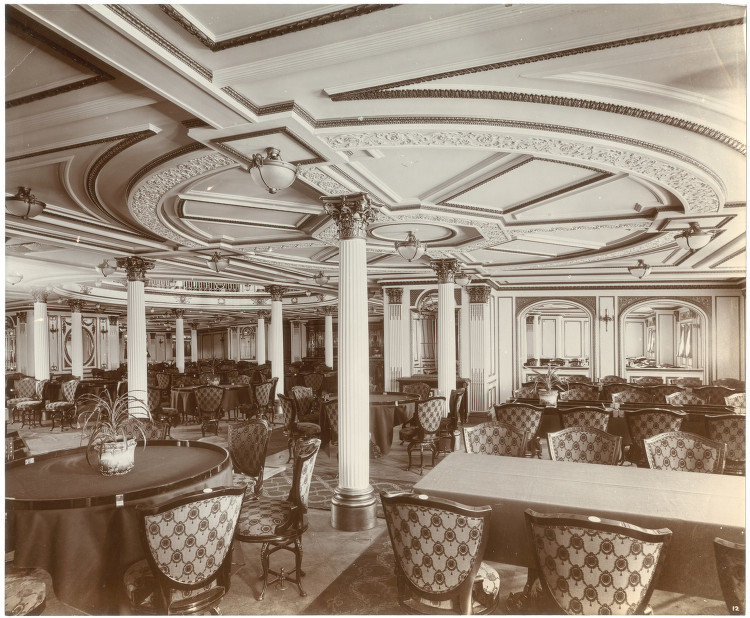
Salle à manger de première classe (bas-étage).
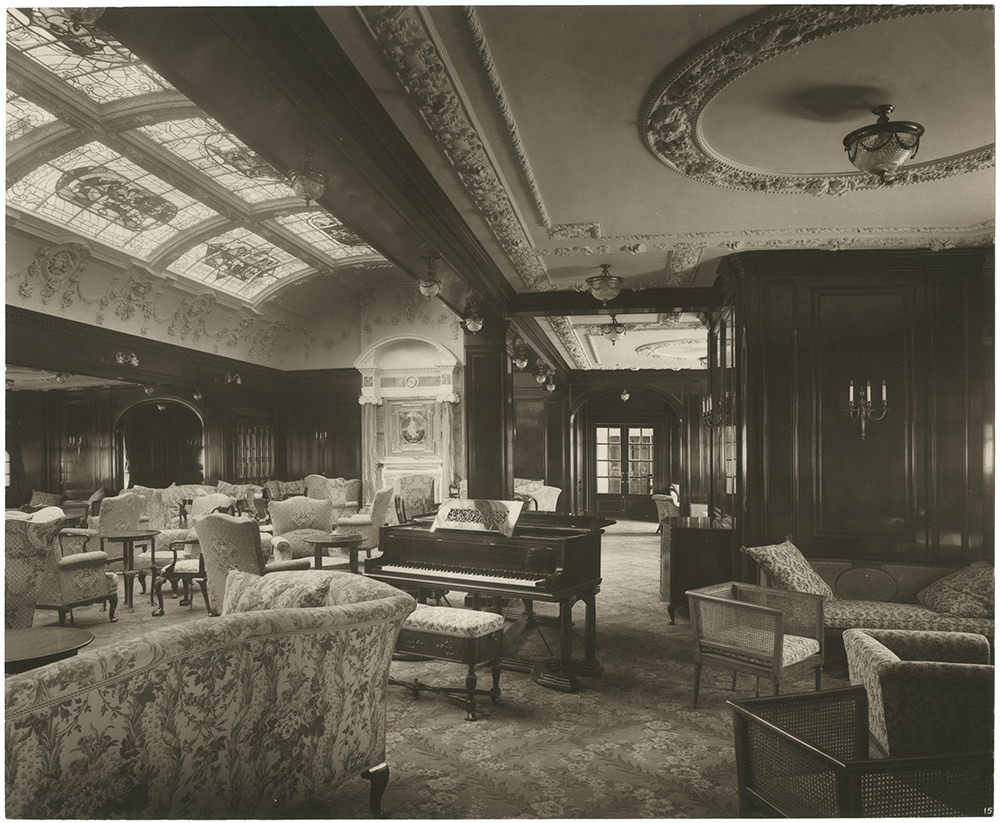
« Drawing room » de première classe.
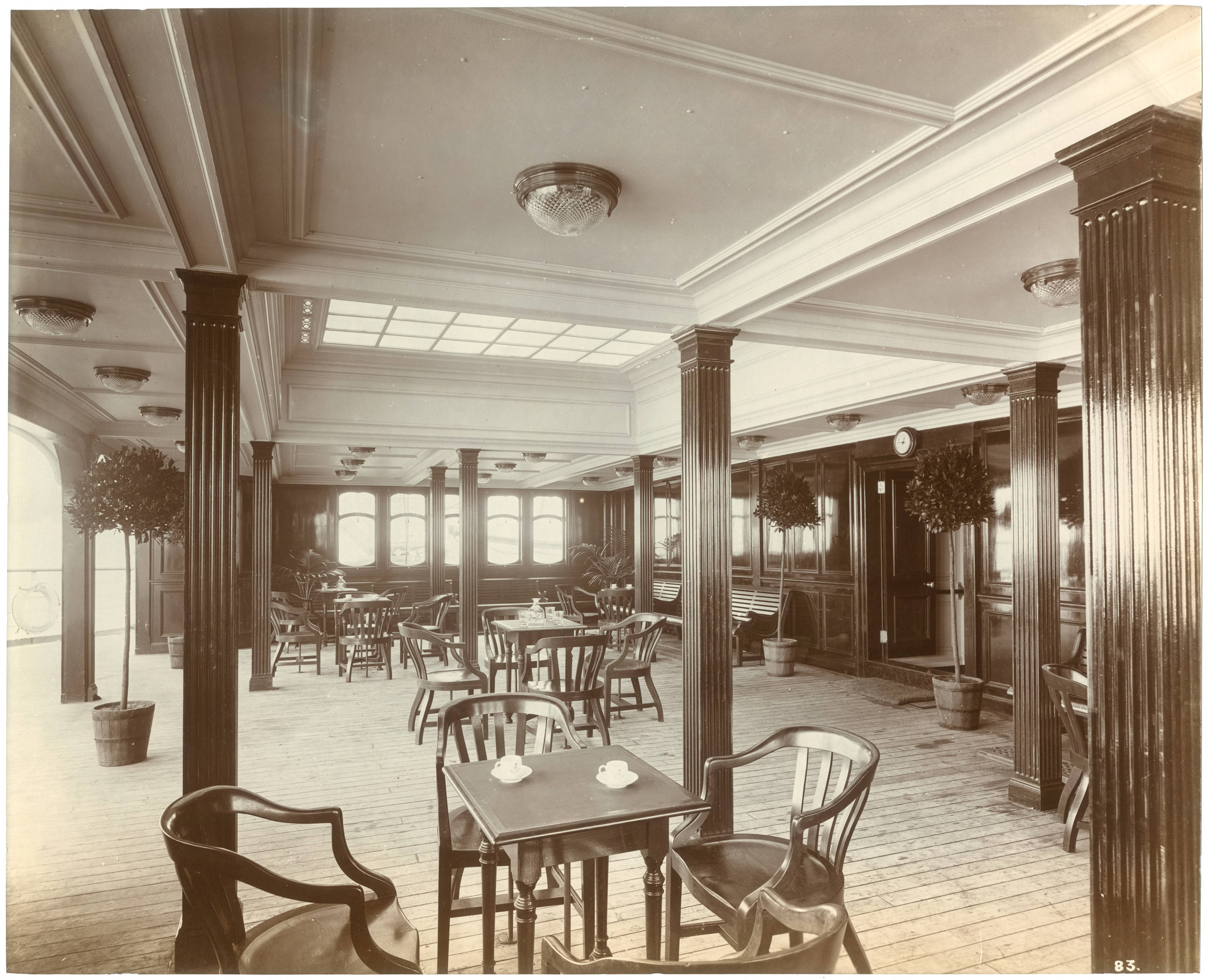
Café Véranda de première classe.

### Filmographie
- The Sinking of the Lusitania, dessin animé de 1918 créé par Winsor McCay et relatant le drame.
- Les mensonges de l'histoire - Le naufrage du Lusitania, est un documentaire qui dénonce, selon ses auteurs, les « mensonges cachés » du naufrage du paquebot[Quoi ?].